# Hydriomena marmorata
Hydriomena marmorata là một loài bướm đêm trong họ Geometridae.